# إرنا سولبرغ
إرنا سولبرغ (النرويجية البوكمول: Erna Solberg) (النطق بالنرويجية: [æ:ɳɑ ˈsu:lˌbærɡˈ]) سياسية من النرويج، زعيمة حزب المحافظين منذ عام 2004، ورئيسة وزراء النرويج بين عامي 2013 -2021، وحاليًا زعيمة المعارضة في البرلمان النرويجي.

## سيرتها
ولدت سولبرغ في 24 فبراير 1961 في برجن بغرب النرويج، وتخرجت في جامعة برجن. عملت عضوًا في البرلمان النرويجي منذ عام 1989 وشغلت منصب وزيرة الحكم المحلي والتنمية الإقليمية في حكومة شيل ماغنه بونديفيك الثانية في الفترة بين عامي 2001 و2005، حيث اشتهرت بتبنيها مواقف متشددة فيما يخص سياسة الهجرة ومنح اللجوء للأجانب. وبسبب ذلك أطلقت عليها وسائل الإعلام النرويجية لقب «إرنا الحديدية». بعد فوزها في انتخابات سبتمبر 2013 أصبحت ثاني امرأة تتولى رئاسة وزراء النرويج بعد غرو هارلم برونتلاند. وقد أعيد انتخابها لفترة أربع سنوات جديدة في 2017، ثم خسرت منصبها كرئيسة للوزراء بعد فوز كتلة يسار الوسط بأغلبية في الانتخابات البرلمانية النرويجية التي عُقدت في سبتمبر 2021.

## حكومتها
بعد انتخابها في 2013 شكّلت سولبرغ حكومة ائتلافية مع الحزب التقدمي (اليميني) بعد أن فضّل الحزبان الليبرالي والديمقراطي المسيحي البقاء خارج الحكومة ومساندتها داخل البرلمان. وتشكّلت حكومتها الأولى من 18 وزيراً تتوزع حقائبهم بالتساوي بين تسعة رجال وتسع سيدات، وذلك في الوقت الذي احتفظ فيه أعضاء حزب المحافظين بإحدى عشرة حقيبة وزارية وأعضاء الحزب التقدمي بالحقائب السبع الباقية، من بينهم حقيبة المالية لرئيسة الحزب سيف ينسن.
وعند تشكيل حكومتها الثانية في يناير 2018 قرر الحزب الليبرالي الانضمام إلى المحافظين والتقدم، حيث حصلت زعيمة الحزب ترينه شي غرانده على منصب وزيرة الثقافة، وصاحَب ذلك تغييرات في عدة حقائب وزارية.

## روابط خارجية
- إرنا سولبرغ على موقع IMDb (الإنجليزية)
- إرنا سولبرغ على موقع الموسوعة البريطانية (الإنجليزية)
- إرنا سولبرغ على موقع مونزينجر (الألمانية)